# Tak Bai-incident
Het Tak Bai-incident was een treffen op 25 oktober 2004 tussen protesterende moslims en de Thaise politie bij een politiebureau in het district Tak Bai van de Thaise provincie Narathiwat. Bij dit treffen vielen uiteindelijk meer dan 85 doden. Alhoewel het tweede incident een voortvloeisel was uit het eerste wordt het apart onderaan vermeld.

## Eerste incident

### Het protest
Het protest begon omdat in het politiebureau zes vrijwilligers van een dorpsmilitie gevangen zaten. Men eiste hun vrijlating. De zes mannen waren gearresteerd op verdenking van het doorsluizen van door de regering verstrekte wapens van de militie aan de opstandelingen in Zuid-Thailand. De protesteerders kwamen niet alleen uit het district zelf maar ook uit naburige districten en andere provincies in het zuiden.
De actievoerders, waarvan de meeste jonge mannen waren, begonnen zich rond 6 uur in de ochtend te verzamelen rondom het politiebureau in het district. Naarmate er zich meer mensen aansloten, werd de massa onrustiger en begon met stenen naar het station te gooien. Ook gooiden ze twee militaire voertuigen en een politiewagen omver. Hierbij raakten drie politieofficieren gewond.

### Escalatie
Een gedeelte van de massa probeerde het politiebureau binnen te dringen, maar werd door soldaten, die met hun wapens in de lucht vuurden, tegengehouden. Behalve het politiebureau probeerden groepjes ook andere nabijgelegen overheidsgebouwen te bestormen.
Het leger en de politie besloten hierop meer dan 1000 man naar het district te sturen om de situatie onder controle te brengen. Zij stelden blokkades in op de wegen van en naar de districtshoofdplaats. Dit om te voorkomen dat meer actievoerders het belegerde politiebureau konden bereiken.
Hierna probeerden religieuze leiders, familieleden van de gevangenen en vertegenwoordigers van het leger, de politie en de regering een bestand overeen te komen. Dit mislukte echter. De autoriteiten boden hierna aan de gevangenen op borgtocht vrij te laten en kleine groepjes waren hiermee tevreden en vertrokken. Maar de grootste groep, vooral bestaand uit jonge mannen, ging hier niet mee akkoord.
De autoriteiten vreesden dat de situatie verder uit de hand zou lopen en besloten traangas en waterkanonnen in te zetten om de demonstratie onder controle te krijgen. Dit lukte na 30 minuten, waarna de actievoerders werden gemaand hun bovenkleding uit te doen en op de grond te gaan liggen.

### Afloop van de demonstratie
Na afloop werd bekendgemaakt door vertegenwoordigers van het Thaise 4e leger en de 9e politieregio dat er minstens zes mensen waren omgekomen, allemaal door schotwonden, en dat er minstens 20 gewonden waren gevallen, waaronder politieofficieren.
Meer dan duizend actievoerders werden gearresteerd en voor ondervraging op transport gezet naar het militaire kamp in Pattani stad. 
De commandant van het 4e leger, luitenant-generaal Pisarn Wattanawongkiri, kondigde een uitgaansverbod af voor de regio tussen 10 uur 's avonds en 6 uur 's ochtends.

### Reactie minister-president
Minister-president Thaksin Shinawatra bracht op dezelfde dag een bliksembezoek aan de regio, samen met minister van defensie Sumpun Boonyanun en minister van binnenlandse zaken Bhokin Bhalakula. Volgens de minister-president waren de actievoerders verbonden met dezelfde ....

### Getuigenverklaringen
Getuigen hebben verklaard dat de militairen gericht hebben geschoten en onevenredig geweld hebben gebruikt om de demonstratie onder controle te krijgen. De soldaten zouden onder andere met de kolven van hun geweren op actievoerders hebben ingeslagen, ook nadat deze zich hadden overgegeven.

### Belastende foto's
Volgens een aantal kranten in Thailand werd er niet in de lucht gevuurd, maar op de menigte. De kranten van de nationmultimedia group publiceerden foto's waarop dit te zien is. Het leger drong erop aan dat er echt in de lucht was geschoten. Op 4 november nodigde Crime Suppression Division (CSD) journalisten uit voor een persconferentie. Aangekomen op het bureau bleek het geen persconferentie te zijn maar een ondervraging en aanmaning om alle foto en videomateriaal over te dragen aan de politie. CSD is voornamelijk geïnteresseerd in het achterhalen van de identiteit van de fotograaf.

## Aanvulling
Van de schietpartij bij het politiebureau is een video-opname gemaakt. Een fragment daarvan is door een actualiteitenrubriek van de Nederlandse televisie (Netwerk?) vertoond. Publicatie van deze video was (en is nog steeds?) verboden in Thailand. Een parlementslid van een oppositiepartij (Democratische Partij?) wilde een cd met de video verspreiden. 
De meeste doden vielen door verstikking tijdens het transport van de gevangen demonstranten.
Kort na het incident was er een top van de ASEAN. Toen regeringsleiders van andere ASEAN Leden het optreden van het Thaise leger tegen de eigen bevolking ter sprake wilden brengen dreigde de Thaise regeringsleider Thaksin Shinawatra de bijeenkomst te verlaten. Zijn collega's hebben het er toen maar bij gelaten.